# Île Mara
Ne doit pas être confondu avec Marado.
L’île Mara est un îlot de Nouvelle-Calédonie appartenant administrativement à Moindou.
Il est bordé au nord par une importante mangrove.